# Albagiara
Albagiara é uma comuna italiana da região da Sardenha, província de Oristano, com cerca de 289 habitantes. Estende-se por uma área de 8 km², tendo uma densidade populacional de 36 hab/km². Faz fronteira com Ales, Assolo, Genoni (NU), Gonnosnò, Mogorella, Usellus, Villa Sant'Antonio.